# Tàngara andina dorsidaurada
La tàngara andina dorsidaurada (Cnemathraupis aureodorsalis) és una espècie d'ocell de la família dels tràupids (Thraupidae) que habita ls Andes del centre del Perú.